# Hombeer
Hombeer ist ein Gemeindeteil des Marktes Markt Taschendorf im Landkreis Neustadt an der Aisch-Bad Windsheim (Mittelfranken, Bayern). Die Gemarkung Hombeer hat eine Fläche von 5,785 km². Sie ist in 393 Flurstücke aufgeteilt, die eine durchschnittliche Fläche von 14719,26 m² haben.

## Geographie
Das Dorf liegt an der Kleinen Weisach, einem linken Zufluss der Aisch. Im Norden liegt der Zieglersgrund, 0,5 km nordwestlich das Bannholz, 0,5 km südwestlich der Großbachwald. 0,75 km südöstlich erhebt sich der Märzenberg (378 m ü. NHN). Die Staatsstraße 2256 führt nach Breitenlohe (2,3 km nordöstlich) bzw. nach Abtsgreuth (3,5 km südlich). Die Staatsstraße 2417 führt an der Butzenmühle vorbei nach Markt Taschendorf (1,9 km westlich). Die Kreisstraße Kreisstraße NEA 5/ERH 18 führt nach Pretzdorf (1 km östlich).

## Geschichte
1282 wurde der Ort als „Hevnbur“ erstmals urkundlich erwähnt. Er wurde aber wahrscheinlich schon um 900 gegründet.
Die Fraisch nördlich der kleinen Weisach übten die Grafen von Castell und die Freiherrn von Münster zu Lisberg aus, südlich der Kleinen Weisach die Herren von Schwarzenberg. Die Grundherrschaft über die einzelnen Anwesen hatten die Reichsstadt Nürnberg und Nürnberger Eigenherren inne.
Im Rahmen des Gemeindeedikts wurde Hombeer dem 1811 gebildeten Steuerdistrikt Markt Taschendorf und der 1813 gebildeten Ruralgemeinde Markt Taschendorf zugeordnet. Am 31. Oktober 1819 wurde es in die Ruralgemeinde Kleinweisach umgemeindet, am 4. August 1823 in die neu gebildete Ruralgemeinde Altershausen. Am 1. Januar 1972 wurde Hombeer im Zuge der Gebietsreform in Bayern nach Markt Taschendorf eingegliedert.

### Baudenkmäler
In Hombeer gibt es zwei Baudenkmäler:
- Haus Nr. 3: ehemaliges Forsthaus
- Haus Nr. 8: ehemaliges Gasthaus zur Linde mit zugehöriger Scheune

ehemalige Baudenkmäler
- Haus Nr. 1: zweigeschossiges Satteldachhaus, im Keilstein der Haustür „AK / 1814“.[12]
- Haus Nr. 20: kleines, eingeschossiges Satteldachhaus mit profiliertem Holztraufgesims; im Keilstein der Haustür „M“(ichael) „D“(öpfner) „1831“.[12]
- freistehende Scheune außerhalb des Ortes, westlich der Straße nach Neustadt; großer Satteldachbau mit drei Toren, rundbogige Kellertür, Hausteingliederung (Lisenen und Fenstergewände), profiliertes Holztraufgesims; im Sturz der Rechtecktür „18 D. Derrer 67“.[12]

### Bodendenkmäler
In der Gemarkung Hombeer gibt es drei Bodendenkmäler.

### Einwohnerentwicklung
| Jahr      | 001824 | 001840 | 001861 | 001871 | 001885 | 001900 | 001925 | 001950 | 001961 | 001970 | 001987 |
| Einwohner | 107    | 101    | 121    | 97     | 109    | 90     | 72     | 128    | 77     | 59     | 50     |
| Häuser    | 19     | 19     |        |        | 20     | 16     | 18     | 13     | 14     |        | 14     |
| Quelle    | [ 14 ] | [ 15 ] | [ 16 ] | [ 17 ] | [ 18 ] | [ 19 ] | [ 20 ] | [ 21 ] | [ 22 ] | [ 23 ] | [ 2 ]  |

## Religion
Der Ort ist seit der Reformation evangelisch-lutherisch geprägt und bis heute nach St. Maria (Kleinweisach) gepfarrt.